# Cycas orientis
Cycas orientis es una especie de Cycadopsida del género Cycas, de la familia Cycadaceae, del orden Cycadales.

## Distribución
Cycas orientis se distribuye por Australia (Territorio del Norte).

## Taxonomía
Fue descrita científicamente por el botánico australiano Kenneth D. Hill. Fue publicado por primera vez en Telopea 5(4): 696-697, fig. 3. en 1994.